# Entremont-le-Vieux
Entremont-le-Vieux este o comună în departamentul Savoie din sud-estul Franței. În 2009 avea o populație de 576 de locuitori.

## Evoluția populației
| An        | 1975 | 1982 | 1990 | 1999 | 2006 | 2009 |
| --------- | ---- | ---- | ---- | ---- | ---- | ---- |
| Populație | 424  | 416  | 444  | 517  | 574  | 576  |